# Alexei Pogorelov
Alexei Pogorelov (rus: Алексе́й Васи́льевич Погоре́лов)  (Kórotxa, 3 de març de 1919 - Moscou, 17 de desembre de 2002) va ser un matemàtic soviètic.

## Vida i obra
Pogorelov va néixer a l'óblast de Bélgorod fill de pagesos propietaris (kulak). El 1931 quan es va estendre el procés de col·lectivització de les terres agràries, els Pogorelov van emigrar a Jarkov (actual Khàrkiv) on el jove va fer els estudis secundaris, ingressant el 1937 a la universitat de Khàrkiv per estudiar matemàtiques i física sota la influència de Naum Akhiezer. El 1941, amb la invasió alemanya, els seus estudis es van interrompre perquè va ser mobilitzat per treballar a l'Acadèmia d'Enginyeria de les Forces Aèries a Moscou. El 1947 va obtenir el doctorat a la universitat Estatal de Moscou sota la direcció d'Alexandrov i d'Efimov. A continuació va retornar a Khàrkiv, on va ser professor de la universitat i investigador a l'Institut de Física i Enginyeria de Baixa Temperatura. L'any 2000 es va traslladar a Moscou per treballar a l'Institut Steklov de Matemàtiques. Va morir a Moscou dos anys després.
Pogorelov va publicar més de dues-centes obres, incloent uns quaranta llibres de text i monografies. En els anys setanta es va interessar pel quart problema de Hilbert, publicant un llibre (1974, edició anglesa 1979) que es considera la resolució del problema. El seu camp de treball principal va ser la geometria on va obtenir els resultats més notables.